# Niels Kaj Jerne
Niels Kaj Jerne (Londra, 23 dicembre 1911 – Gard, 7 ottobre 1994) è stato un immunologo danese.

## Biografia
Laureatosi all'Università di Copenaghen, diresse il Paul Ehlrich Institut di Francoforte dal 1966 al 1969 e successivamente ricoprì la stessa carica all'Istituto di immunologia di Basilea, dal 1970 al 1980, ricoprendo il ruolo di docente all'Istituto Pasteur di Parigi.
Fu il primo immunologo che dimostrò la presenza di anticorpi capaci di interagire diversamente con l'antigene specifico a seguito di continue immunizzazioni.
Nel 1984 ottenne il Premio Nobel per la medicina, con César Milstein e Georges Köhler, per la teoria della selezione degli anticorpi, secondo la quale questi ultimi sono già presenti all'introduzione dell'antigene, compiendo un atto di selezione, e per la teoria della rete che ipotizza un'autoregolazione del sistema immunitario, grazie al quale ogni antigene possiede un'immagine interna nelle cellule che presiedono alla formazione degli anticorpi.